# Plicaturopsis
Plicaturopsis es un género de hongos del orden Agaricales. Es un incertae sedis con respecto a la ordenación de la familia dentro del orden, aunque Kirk y algunos colegas (Dictionary of the Fungi, 10th edition, 2008) lo consideran alineado con las Amylocorticiaceae o las Tricholomataceae. El género fue catalogado por el micólogo inglés Derek Reid en 1964.